# Michael Rowe (Drehbuchautor)

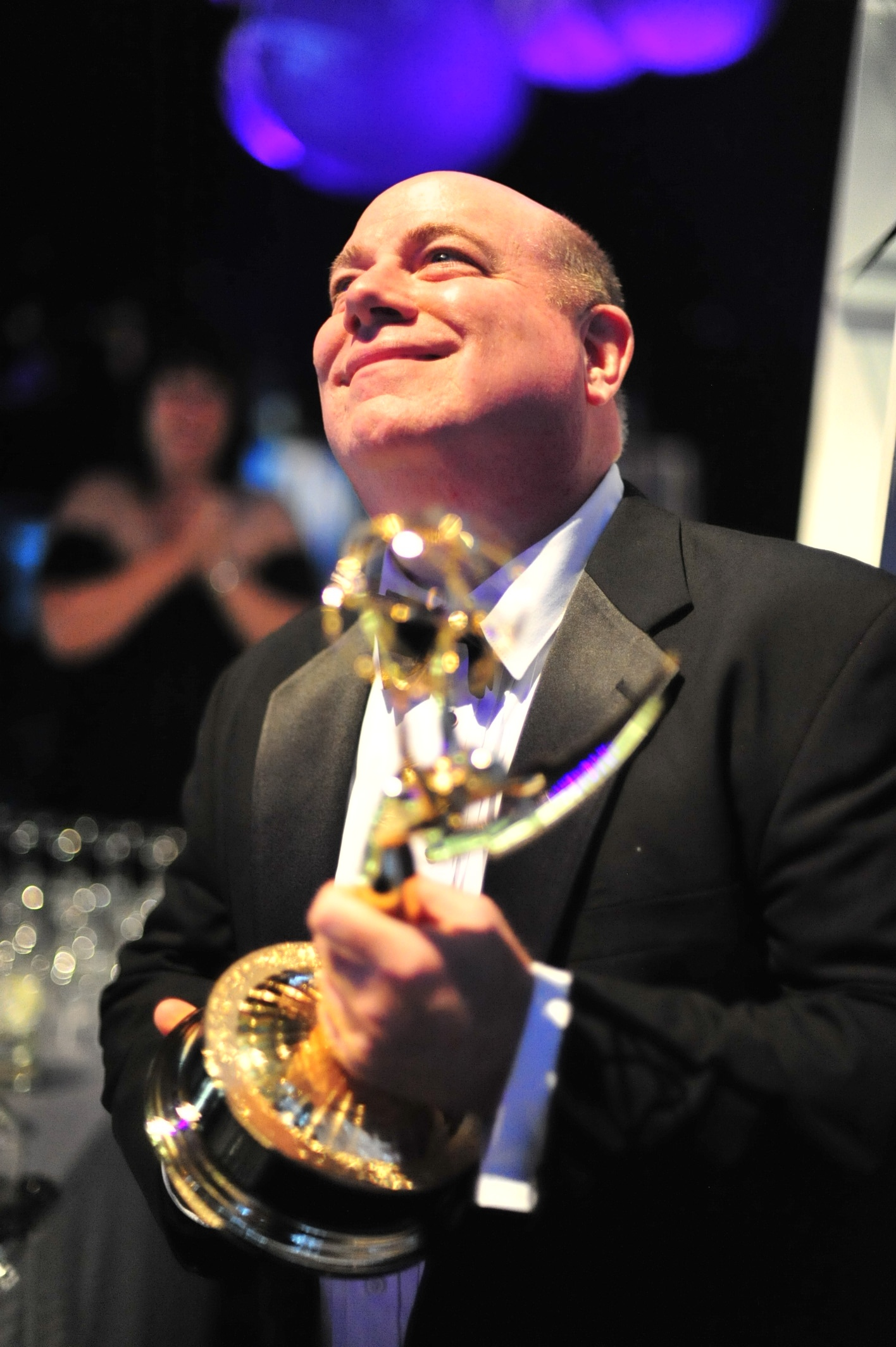
Mike Rowe bei den Emmy Awards 2011

Michael Rowe (* 1960) ist ein US-amerikanischer Drehbuchautor, Produzent und Komiker.

## Leben
Rowe tritt seit 1988 als Drehbuchautor in Erscheinung und war seither an mehr als zwei Dutzend Fernsehserien beteiligt. Seit 1996 ist er außerdem auch als Produzent in verschiedenen Positionen an unterschiedlichen Serien beteiligt.
Im Jahr 2011 erhielt Rowe einen Emmy Award für seine Arbeit an der Futurama-Folge Die unglaubliche Reise in einer verrückten Zeitmaschine. Er wurde 2004, 2012 und 2014 außerdem für weitere Emmys für Futurama nominiert. 2006 wurde er für einen Emmy für Family Guy nominiert, den er auch nicht gewann.

## Filmografie

### Serien
- 1993: Die Nanny (eine Folge)
- 2002–2003: Becker (drei Folgen)
- 2003–2013: Futurama (acht Folgen)
- 2006: Family Guy (eine Folge)
- 2016: Paranormal Action Squad (vier Folgen)
- 2019–2020: Trailer Park Boys (zwanzig Folgen)

### Filme
- 2008: Futurama: Bender’s Game